# Anaksagora
Anaksagora (grč. Ἀναξαγόρας, oko 500. – 428. pr. Kr.) je grčki fizičar, matematičar i filozof predsokratovac; ubraja se među posrednike.
U njegovom rodnom gradu Klazomeni u Maloj Aziji imao je nešto imovine i politički utjecaj, koje je odbacio iz straha da će mu otežati traganje za istinom. Ništa se ne zna o njegovim učiteljima; nema nikakvog razloga da se vjeruje teoriji da je bio učenik Hermocija iz Klazomene. 
U ranom djetinjstvu (oko 464. – 462. pr. Kr.) odlazi u Atenu, koja je ubrzano postajala centar grčke kulture. Tamo je ostao trideset godina. Periklo ga je zavolio i cijenio, a i na pjesnik Euripid prenio je entuzijazam za znanošću i humanizmom. Neki znanstvenici tvrde da je čak i Sokrat bio jedan od njegovih učenika. Njegov je utjecaj dolazio većinom iz njegove astronomske i matematičke izvrsnosti, ali i zbog njegovog asketskog načina života te ljubavi prema prirodi. On je bio taj koji je donio duh filozofije i znanosti iz Jonije u Atenu. Promatranja nebeskih tijela potaknula su ga da stvori nove teorije o uređenju svemira, i dovelo ga je u sukob s popularnom vjerom. On je pokušao, ne bez uspjeha, pokazati znanstvene razloge i objašnjenja pomrčina, meteora, duga i Sunca, koje je opisao kao masu plamenog metala, većeg od Peloponeza; nebeska tijela su komadi kamenja koje se odvojilo od Zemlje i bilo odbačeno u nebo zbog brze rotacije. Politeizam tog vremena nije mogao tolerirati takvo objašnjenje, pa su ga neprijatelji Perikla koristili da bi ga napali pred njegovim prijeteljem.     
Anaksagora je uhićen i osuđen zbog protivljenja religijskim dogmama (neki kažu da je uhićen jer je podržavao Perzijance), i bila je potrebna sva elokvencija Perikla da bi bio oslobođen. Čak i tada bio je natjeran da napusti Atenu i da se povuče u Lampsaku (434. – 433. pr. Kr.) gdje je i umro oko 428. pr. Kr., i čitav grad mu je odao počast i poštovanje.  
Teško je prikazati Anaksagorine teorije o svemiru na razumljiv način. Sve su stvari postojale, na neki način, od početka. U početku su postojali kao jako maleni fragmenti sebe samih, beskonačnih u broju i razbacanih po svemiru. Sve su stvari imale masu, ali nisu imale razumljiv oblik. Bilo je sjemena (spermata) ili minijatura zrna i mesa i zlata u primitivnoj mješavini; ali ovi dijelovi, kao i prirodne cjeline, morale su biti izdvojene iz tog kompleksa mase prije nego što su mogli dobiti ime i narav (Aristotel ih naziva homeomerijama). Nakon toga, te su se prvobitne predpovijesne vrste umnožavale neprestanim dijeljenjem. Ovo razdvajanje i kasnije zbrajanje homeomerija u cjeline bio je posao Uma;panta chremata en omou eita nous elthon auta diekosmese. Ova stvar, zvana Umom (Nus), bila je neograničena i samostalna (mounos ef eoutou), divnog sastava. Posjedovala je sve znanje i moć, i vladala je svim formama života. Prvo pojavljivanje nousa, i jedina manifestacija koju Anaksagora opisuje, jest kretanje. Ono je otpočelo rotacijskim kretanjem u masi (brže od bilo čega što mi poznajemo), dok nije dalo stvarnost i sastojke svih stvari. Ali i kada se to dogodilo, prvobitna smjesa nije skroz razdvojena. Niti jedna stvar na svijetu nije sasvim razdvojena, kao udarcem sjekire, od ostalih stvari. Prvobitno je sjeme nadmoćno. Važno je reći da Aristotel optužuje Anaksagoru da nije napravio razliku između nusa i fizisa, dok ga Sokrat (u Platonovom Fedonu, 98 B) optužuje da je tu na djelu deus ex machina.                 
Anaksagora je pokušao objasniti različite razvojne etape kozmosa. On kaže da je nakon razdvajanja u hladnu maglu i topli eter, sve veća hladnoća od magle stvorila vodu, zemlju i kamen. Sjemena života koja su još lebdjela u zraku počela su padati s kišom i stvorila su vegetaciju. Životinje, uključujući i ljude, nastali su iz tople i vlažne gline. Anaksagora je odbacivao vrijednost osjetilne spoznaje.   
Anaksagora je označio prekretnicu u povijesti filozofije. S njime je filozofija prešla s grčkih kolonija u Atenu. Svojom teorijom o malim česticama koje sačinjavaju stvari, i naglašavanjem mehaničkih procesa u oblikovanju stvari, popločao je put teoriji atoma. Iako to nije izričito rekao, može se zaključiti iz njegovog učenja da je priroda stvorena prema planu. Koncept razuma u svijetu s njega je prešao na Aristotela, a nakon njega ideja se prenosila dalje. 